# 滇西苘麻
滇西苘麻（学名：Abutilon gebauerianum），为锦葵科苘麻属下的一个植物种。